# コンラート・ゲスナー

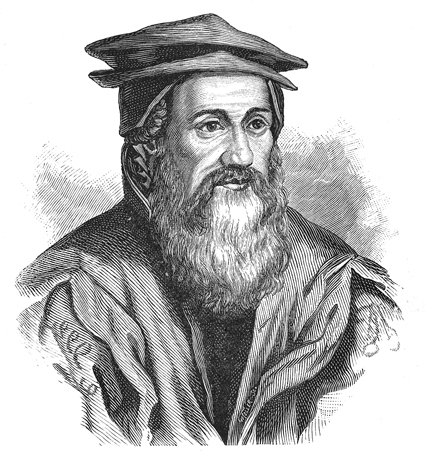
コンラート・ゲスナー

コンラート・ゲスナー（Conrad Gesner, 1516年3月26日 - 1565年12月13日）は、スイスの博物学者、書誌学者。医学、神学をはじめとするあらゆる知識、古典語を含めた多言語に通じ、業績をあげた碩学である。著書『動物誌』全5巻 (1551-1558) は、近代動物学の先駆けとされる。植物学にも長け、イワタバコ科 (Gesneriaceae) の名称はゲスナーにちなむ。また、書誌学の基礎を築いたとされる『世界書誌』 (1545-55) を著し、書誌学の父と呼ばれる。世界的な博物学者である南方熊楠はゲスナーに感銘を受け、北米時代の日記に「吾れ欲くは日本のゲスネルとならん」と記している。ほかのアルファベット表記として Konrad Gessner, Conrad Gessner, Conrad Geßner, Conrad von Gesner, Conradus Gesnerus などがある。

## 生涯
毛皮工職人の子としてチューリッヒで生まれ育つ。当地は宗教改革の指導者ツヴィングリが活動した都市で、ゲスナーは幼少からその影響を受け、生涯プロテスタントの信仰を保った。1531年の第2次カッペル戦争で父親を亡くし、金欠に陥ったが、聖母教会での恩師オズヴァルト・ミュコニウスや、ハインリヒ・ブリンガーから援助を受けて、1532年から翌1533年にかけてストラスブール大学やブールジュ大学で学んだ。
1535年、プロテスタント迫害を逃れてチューリッヒに帰郷し、不幸な結婚をした。妻は病気がちで、子供に恵まれなかったとだけ伝えられている。1536年ミュコニウスから再び援助を受けてバーゼルへ留学した。1537年ローザンヌのアカデミーでギリシア語教授に就任、自然科学とりわけ植物学の研究に没頭する時間を得た。1540年には教授を辞職し、世に名高いモンペリエ大学医学部に学び、1541年バーゼルで医学博士号を取得、以降チューリッヒ大学で哲学、数学、自然科学、倫理学を講義するかたわら研究生活に入った。数回の外遊と、故郷での植生調査を除いて、終生そこで過ごした。1564年腺ペストが流行し、市医として前線で治療にあたったが、自身も1565年にペストに倒れ、チューリッヒの大聖堂の回廊に埋葬された。1978年発行の50フラン紙幣にゲスナーの肖像が使われている。

## 業績

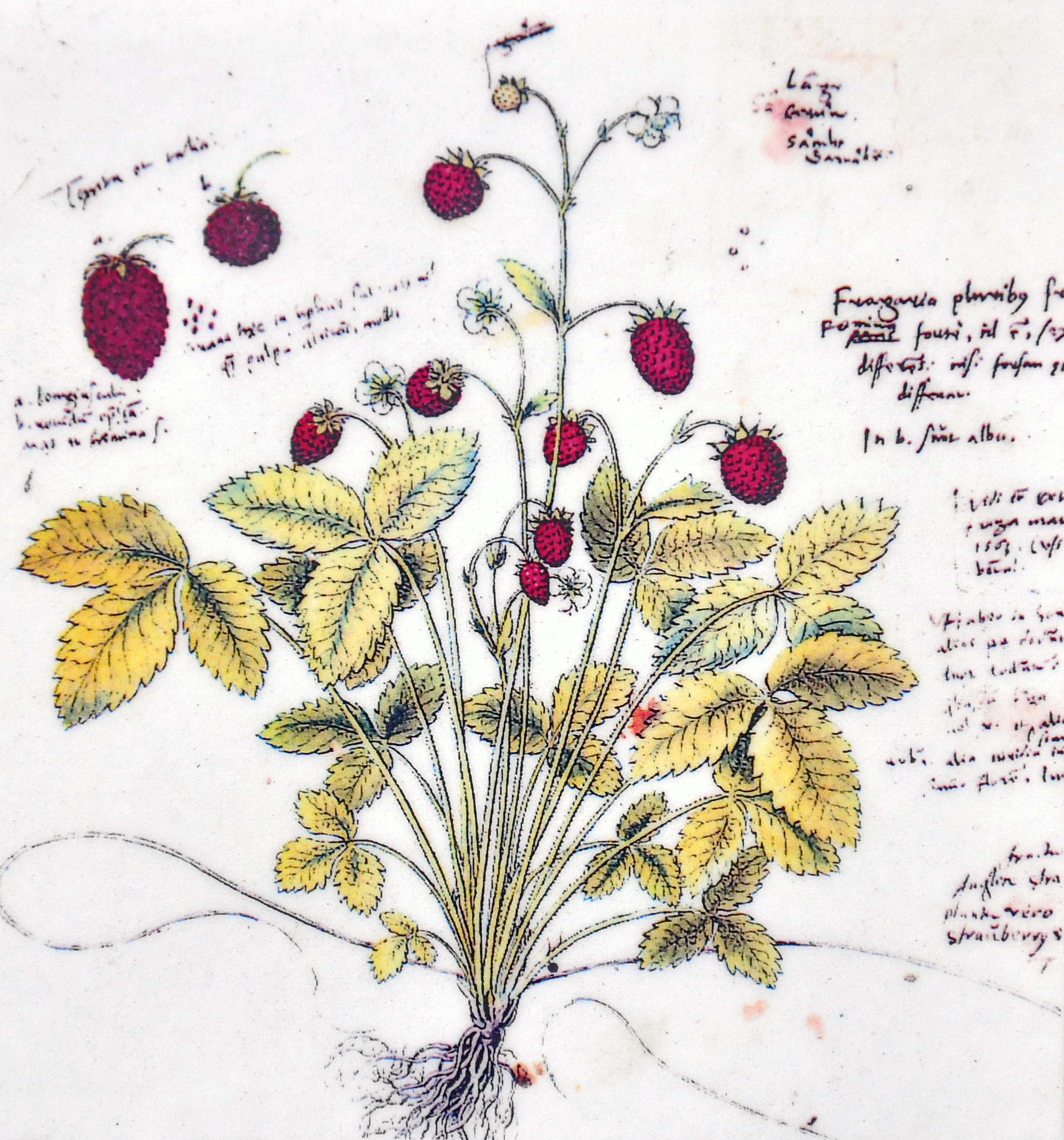
『植物誌』に描かれたイチゴ

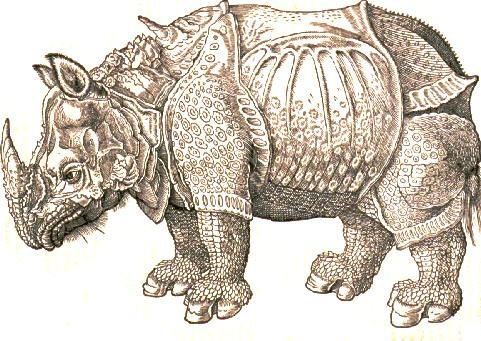
『動物誌』に描かれたサイ

存命中は植物学者として著名で、生前刊行された植物学書には、ラテン語・ギリシア語・ドイツ語・フランス語による『植物名目録』 Catalogus plantarum (1542) などがある。本格的な『植物誌』は、自ら約1,500の図を描いた大著だが、没後かなり経った1751-1771年に刊行された（フォリオ判2巻、於ニュルンベルク）。植物名について、古典語と当時の言語とを比較対照するうち、文献学や言語学に関心を抱いた。1545年『ギリシア・ラテン語辞典』を編纂し、その十年後の1555年に著した『ミトリダテス』では、55種の言語間の関係を研究し、比較言語学的な言語論を展開した。
1545年に上梓した『世界書誌』 Bibliotheca Universalis （『萬有文庫』『世界文献目録』ともいう）は、約3,000名の著者によるギリシア語・ラテン語・ヘブライ語の文献約12,000書を収録した大冊である。"bibliotheca" という語を初めて書誌の意味で用いた点や、序文で調査箇所と参考文献を示した点、著者を従来の編年順ではなく名前順に排列した点、刊本の出版事項、判型、葉数などを記述した点で画期的な書誌であり、近代書誌学の原点とされる。1548年には、『世界書誌』に収録した書物の体系的分類目録として続巻『萬有総覧あるいは萬有分類21巻』を発行した。学問全体を教養の学 Praeparantes と実体の学 Substantiales とに大別し、前者を必修（文法、弁論、修辞、詩、算術、幾何、音楽、天文、占星術）と選択（歴史、地理、占い、藝術）という13分野に分け、後者を物理、形而上学、倫理、経済、政治、法律、医学、神学の8分野に分け、合計21に分類した。第20巻医学は生前ついに刊行されず、これらの書誌編纂の仕事はヨジーアス・ジムラーに引き継がれた。
『動物誌』 Historiae animalium 全5巻は、フォリオ判で1551-1558年にチューリッヒで刊行され、近代動物学の嚆矢とされる。4,500ページにわたって、動物名をアルファベット順に排列している。
科学に関心のない者からすれば、ゲスナーは愛山家として有名だった。その豊富な登山歴には、むろん植生調査の一環としての登山も含まれていたが、多くは純粋に楽しむ登山だった。1551年に、ピラトゥス山のグネプフシュタイン（1920m）の登頂に成功し、1555年に登山記『Descriptio Montis Fracti sive Montis Pilati』を発表した。 
なお、ゲスナーは屋外での筆記やデッサンのため、細い木の筒の先端に黒鉛を詰めてペンとインク代わりに使用していたが、それは鉛筆の原型であると言われている。